# Schistes albogularis
El colibrí picocuña occidental, colibrí piquicuña occidental (en Colombia) o piquicuña goliblanco (en Ecuador) (Schistes albogularis) es una especie de ave apodiforme de la familia Trochilidae, una de las dos pertenecientes al género Schistes. Es nativo de regiones andinas del noroeste de América del Sur.

## Distribución y hábitat
Se distribuye en los Andes occidentales y en la ladera occidental de los Andes centrales del oeste de Colombia (al sur desde Antioquia) al suroeste de Ecuador (hasta El Oro).
Esta especie es considerada de rara a localmente común en sus hábitats naturales: los bordes de selvas húmedas y bosques nubosos, a menudo cerca de cursos de agua, en altitudes entre 800 y 2000 m; sabe forrajear en el estrato medio y bajo de la vegetación densa.

## Sistemática

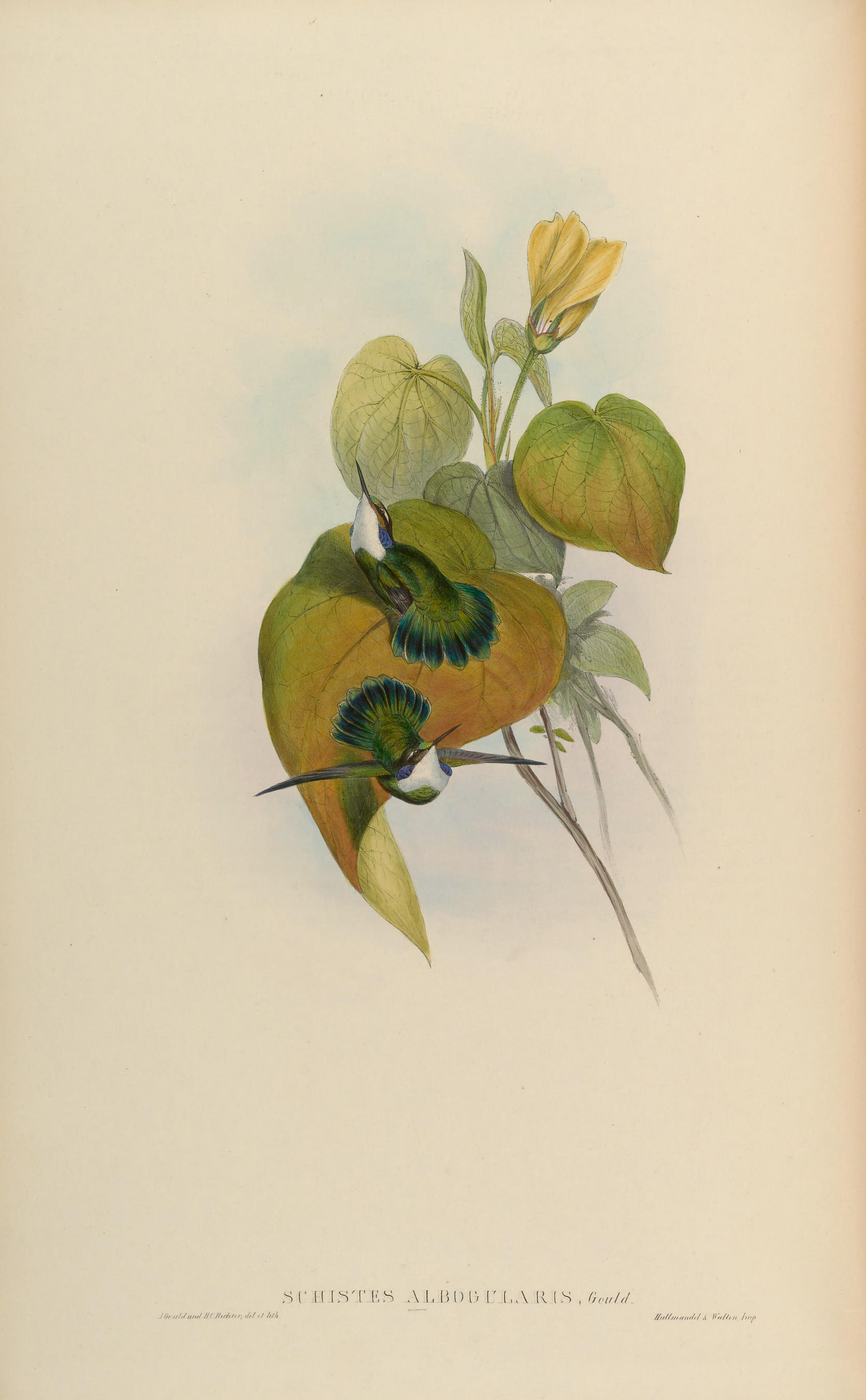
Schistes albogularis, ilustración de Gould y Richter en A monograph of the Trochilidae, or family of humming-birds vol. 4, 1861.

### Descripción original
La especie S. albogularis fue descrita por primera vez por el ornitólogo británico John Gould en 1852 bajo el mismo nombre científico; su localidad tipo es: « Quito, Ecuador = oeste de Pichincha a 6000 pies (1828 m)».

### Etimología
El nombre genérico masculino «Schistes» proviene de la palabra del griego «skhizō» que significa ‘partir’, ‘separar’; y el nombre de la especie «albogularis», se compone de las palabras del latín «albus» que significa ‘blanco’, y «gularis» que significa ‘de garganta’.

### Taxonomía
Durante mucho tiempo la presente especie fue tratada como una subespecie de Schistes geoffroyi, que también fue colocada en el género Augastes; fueron separadas con base en las diferencias morfológicas, principalmente de plumaje. La separación en dos especies fue reconocida por el Comité de Clasificación de Sudamérica (SACC) en la Propuesta No 774.
Es monotípica.